# Comitología
La Comitología en la Unión Europea refiere a un proceso mediante el cual se modifica y/o ajusta la legislación de la UE, llevando esto a cabo dentro de los "comités de comitología" presididos por la Comisión Europea. El término oficial para este proceso es 'procedimiento de comité' (en inglés: "committee procedure").
Los comités de comitología forman parte de la amplia gama de instituciones y organismos de la UE, que asisten en la creación, adopción, e implementación, de las leyes de la UE.

## Otras lecturas que se recomiendan
- Nedergaard, Peter; Nørgaard, Rikke Wetendorff; Blom-Hansen, Jens (July 2014). «Lobbying in the EU comitology system». Journal of European Integration (Taylor and Francis) 36 (5): 491-507. doi:10.1080/07036337.2014.889128.

See also: Bouwen, Pieter (September 2004). «The logic of access to the European Parliament: business lobbying in the Committee on Economic and Monetary Affairs». Journal of Common Market Studies (Wiley-Blackwell) 42 (3): 473-495. doi:10.1111/j.0021-9886.2004.00515.x.
and: Bouwen, Pieter (December 2003). «A theoretical and empirical study of corporate lobbying in the European Parliament». European Integration Online Papers (EIOP) 7. Pdf.